# Robert Jahrling
Robert Jahrling (conocido como Rob Jahrling; Berlín Oriental, RDA, 14 de febrero de 1974) es un deportista australiano que compitió en remo. Es hijo de los remeros alemanes Marina Wilke y Harald Jährling.
Participó en tres Juegos Olímpicos de Verano, obteniendo una medalla de plata en Sídney 2000, en la prueba de ocho con timonel, el sexto lugar en Atlanta 1996 (ocho con timonel) y el cuarto en Atenas 2004 (cuatro sin timonel). Ganó una medalla de bronce en el Campeonato Mundial de Remo de 2002.

## Palmarés internacional
| Juegos Olímpicos   | Juegos Olímpicos   | Juegos Olímpicos  | Juegos Olímpicos |
| Año                | Lugar              | Medalla           | Prueba           |
| ------------------ | ------------------ | ----------------- | ---------------- |
| 2000               | Sídney (Australia) | Medalla de plata  | Ocho con timonel |
| Campeonato Mundial |                    |                   |                  |
| Año                | Lugar              | Medalla           | Prueba           |
| 2002               | Sevilla (España)   | Medalla de bronce | Dos con timonel  |